# يوليوس هاينريش بيترمان
يوليوس هاينريش بيترمان (بالألمانية: Julius Heinrich Petrmann) (1801-1876). رحالة، و مستشرق، ودبلوماسي ألماني. دوَّن مذكرات رحلته ونشرها تحت عنوان:رحلة في الشرق.

## السيرة
ولد جوليوس أو (يوليوس) بيترمان أو (بيترمن) في (12 أغسطس/آب 1801م) بمدينة غلاوخاو. حصل على الدكتوراه عن إطروحته في ترجوم جوناثان في التوراة من جامعة هومبولت في برلين وذلك عام (1829م).
بين الأعوام (1835-1837) عُيّن استاذاً محاضراً، وفي عام (1837) أصبح أستاذاً مساعداً للدراسات الشرقية في جامعة برلين. قام فتسشتاين قنصل بلاده في دمشق، وملك بروسيا بدعم رحلاته إلى سوريا، و بلاد ما بين النهرين، و بلاد فارس من (1852-1855). أصبح قنصلاً لبلاده في القدس في فلسطين من (1868-1869). تعلم اللغة الآرامية من الأب إدورد مخيتار سباستاتسي الأرميني في جزيرة سان لازارو في البندقية. يذكر بيترمان في كتابه :(Grammatica lingua Armineacae) انه كان قادراً على إثبات ان الأرمينية تنتمي إلى لغات هندية أوروبية. كما تناول في كتاباته الثقافة الأرمينية فكتب عنها وعن موسيقاهم عام (1851)، وعن تاريخهم عام (1866). اهتم بيترمان بالأقليات الدينية مثل السامريون، الدروز، المندائيون، الأيزيديون، البارسيون، و أهل الحق. وتوجد معلومات دقيقة عن هذه الطوائف في كتابه: رحلات في الشرق المكون من مجلدين. وكانت أبحاثه عن السامريين والمندائيين متميزة ووافية. تعلم بيترمان النطق باللغة السامرية على يد كاهن سامري من مدينة نابلس وعلى الطريقة العبرية. بدأ الكتابة عن هذه المجاميع العرقية ونشرت بطبعة نقدية من التوراة السامرية، والتي تضمنت أول مجلدين، المجلد الثالث إلى الخامس صدرت من قبل كارل فلرس. نشر بيترمان الطبعة الأولى وبترجمة لاتينية لأثنين من كتب المندائيين وهما : كنزا ربا (الكنز)، و سدرا ربا (دليل العظيم) على التوالي. كان جوليوس بيترمان قد حصل على مجموعتين من المخطوطات الشرقية القديمة من إجمالي (1532) مخطوطة شرقية للمكتبة الملكية في برلين. في عام (1840) أصدر سلسلة من الكتب المدرسية الصغيرة (باب اللغات الشرقية Porta Liguarum Orientalium) للدخول ألى اللغات الشرقية، نشر في هذه السلسلة كتباً عن العربية، والسريانية، والأرمنية، والعبرية، ، والسامرية.بيترمان كان عضواُ في المحفل الماسوني.وفي عام (1850) تم قبوله عضواً كامل العضوية في الأكاديمية البروسية للعلوم. وكان عام (1869) عضواً مناظراً في الأكاديمية الروسية للعلوم في سانت بطرسبرغ.

## وفاته
توفي جوليوس هاينريش بيترمان في (10 يونيو/حزيران 1876م) بمدينة باد ناوهايم.

## أهم مؤلفاته
- موجز نحو اللغة الأرمنية Brevis Linguae Armeniancae Grammatic (برلين 1837).[4]

- موجز نحو اللغة السامرية Brevis Linguae Samaritanae (لندن 1873).[5]

- نموذج رسالة بولس إلى فليمون Pauli epistola ad Philemonem speciminis (برلين 1844).[6]

- باب اللغات الشرقيةPorta Linguarum Orientalium(وهي سلسلسلة كتب برلين 1840 وما بعدها).

- رحلة في الشرق Reisen im Orient (ليبتسك 1860-1861، في مجلدين).

- مساهمات في الحروب الصليبية من مصادر أرمينية (برلين 1860).[7]

- بدأ في نشر التوراة السامرية Pentateuchus Samaritanus (برلين 1872 وما يتلوها). وقد توفي قبل إنجازها، فقام بإتماها فولرز Vollers.[8]